# Карапчов (Черновицкий район)
Карапчо́в (укр. Карапчів, рум. Carapciu) — село в Карапчовской сельской общине Черновицкого района Черновицкой области Украины.

## История
Карапчов это частью региона Буковины, с момента его основания Молдавского княжества.
В январе 1775 года, в результате его позиции нейтралитета во время военного конфликта между Османской империи и Российской империи (1768—1774), Империя Габсбургов получила часть территории Молдавии, территорию, известную как Буковина. После аннексии Буковины Австрийской империей в 1775 году, Карапчов вошел в состав Буковинского герцогства, управляемого австрийцами, в районе Сторожинец (по-немецки Storozynetz).
После единение Буковины с Королевство Румынией, 28 ноября 1918 года село Карапчов была частью Румынии, на площади Флондорень в уезде Сторожинец. В то время большинство населения составляли румыны.
После пакта Риббентропа-Молотова (1939) Северная Буковина была присоединена к СССР 28 июня 1940 года. После оккупации села Советскими войсками несколько жителей попытались перебраться в Румынию. После того, как НКВД распространил слухи о том, что 1 апреля 1941 года через Советско-Румынскую границу будет разрешено пересекать, большая группа людей из нескольких деревень в долине Сирет (Нижние Петровцы, Верхние Петровцы, Купка, Корчевцы, и Сучевени), неся белый флаг и религиозные знаки (иконы, флаги и атласные кресты), сформировали мирную колонну из более чем 3000 человек и направились к новой советско-румынской границе. На поляне Варница, примерно в 3 км от румынской границы, советские пограничники ждали их, спрятавшись в лесу; они беспрерывно стреляли из пулемётов, беспрерывно пожиная их. Выживших преследовали кавалеристы и зарезали их мечами. Выжившие были арестованы сотрудниками НКВД из Глыбокая и после ужасных пыток были доставлены на еврейское кладбище в этом городе и заживо брошены в братскую могилу, которую облили известью и потушили. Согласно составленным позже спискам, по крайней мере 7 жертв резни в Фантана-Албэ прибыли из Карапчов: Василе, Георге и Косма Опайш, Георге, Василий и Косма Товарничи, Николае Кордубан и другие.
В 22 июния 1941 началась Великая Отечественная война, Румыния как в блок ОСИ вступил в войну против СССР, Северная Буковина вернулась в состав Румынии в 1941—1944 годах, а в 1944 году советская армия вошли на территорию Буковины. В тот же год Северная Буковина была передана Украинскую ССР.
С 1991 года, село Карапчов входило в состав Глыбокского района, Черновицкой области, Украина. По переписи 1989 года количество жителей, объявивших себя румынами и молдаванами составило 1668 (1 643 + 25), что составляет 91,65 % населения местности.
В настоящее время в селе проживает 2092 человека, в основном румыны. В ходе административно-территориальной реформы в Украине, в 2020 году село вошло в состав Карапчовской сельской общины Черновицкого района.